# Белокрила чавка
Белокрилите чавки (Corcorax melanorhamphos) са вид едри птици от семейство Corcoracidae, единствен представител на род Corcorax.
Разпространени са в горите и саваните на югоизточна Австралия. Те са черни на цвят, с бели пера по крилата, и достигат дължина от 45 сантиметра. Дължат името си на външното си сходство с европейските чавки, въпреки че не са близкородствени с тях. Хранят се с разнородна храна – от членестоноги до семена и дребни плодове.